# Negerpuppe

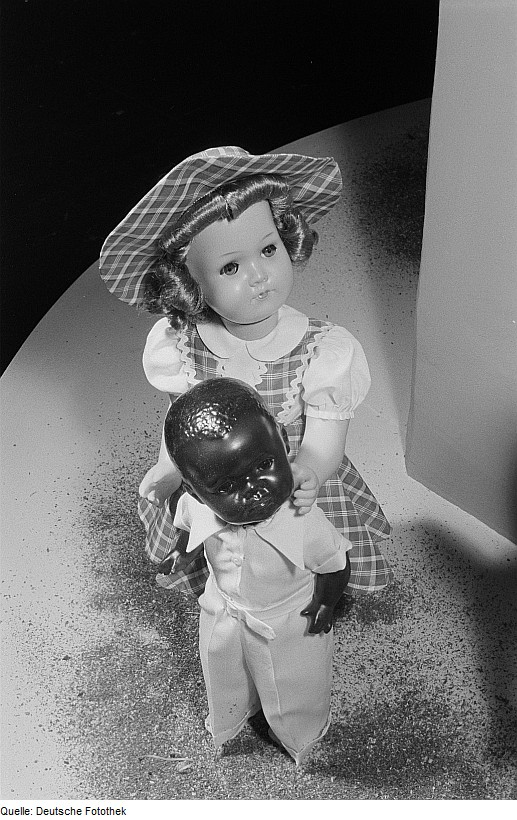
Eine schwarze und eine weiße Puppe auf der Leipziger Herbstmesse im Jahr 1954

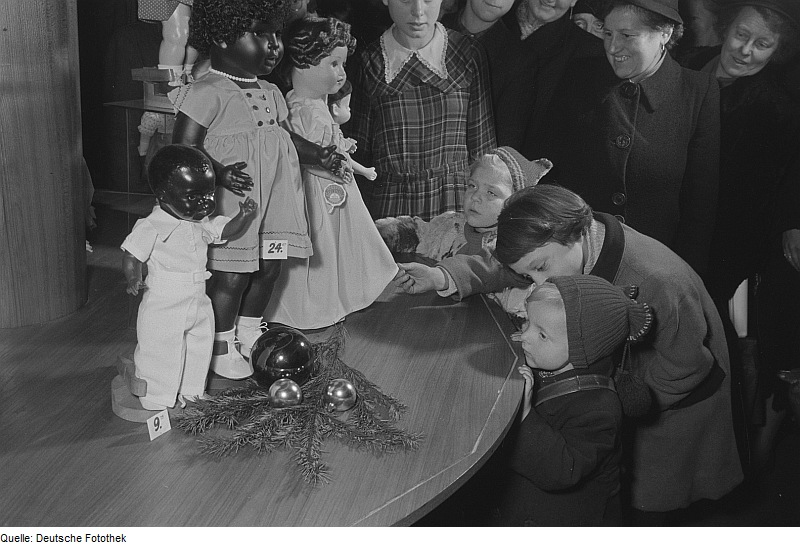
Kinder betrachten drei zum Verkauf ausgestellte Puppen im Konsum-Kaufhaus der Einheit (um 1953)

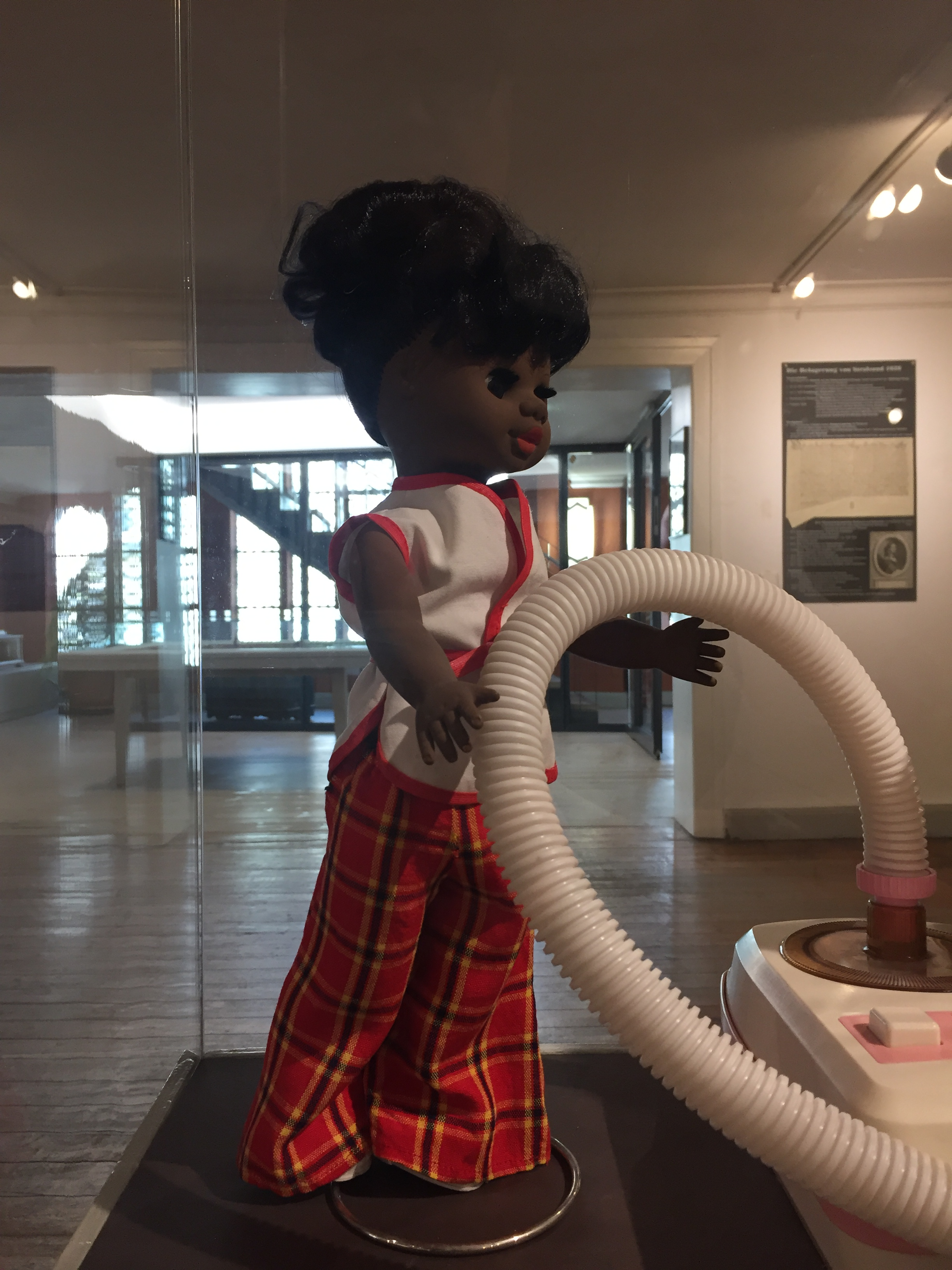
„Multiethnische“ Puppe aus der DDR um 1970

Negerpuppe ist eine nur noch im historischen Zusammenhang verwendete Bezeichnung für eine dunkelhäutige Spielzeugpuppe. Wegen seiner rassistischen Bedeutung wird der dem Wort zugrundeliegende Ausdruck „Neger“ im heutigen Sprachgebrauch vermieden. Man spricht stattdessen von schwarzen Puppen.

## Hintergrund
Ähnlich wie der mit Minstrel Shows in Verbindung gebrachte Golliwog in den USA sowie im Vereinigten Königreich – namentlich manifest seit der ab 1895 in London erschienenen Bilderbuchreihe von Bertha und Florence K. Upton mit dem Protagonisten Golliwogg – wurden deutsche schwarze Puppen verwendet, um die Rassentheorie durch die greifbare Darstellung stereotyper afrikanischer Merkmale wie breite Lippen und exotische Kleidungsstücke darzustellen und bekannt zu machen. Solche schwarzen Puppen hatten eine klare Funktion als Instrumente der Rassenindoktrination.
Schwarze Puppen unter der Bezeichnung „Negerpuppen“ wurden erstmals im deutschsprachigen Raum vor dem Hintergrund des Kolonialismus verwendet. In diesem Zusammenhang fand der Afrikanische Kontinent das imperialistische Interesse im Deutschen Kaiserreich. So gab es an Residenzen im deutschsprachigen Gebiet schwarze Hausdiener als Prestigeobjekte oder Statussymbole, sogenannte Kammermohren, was im darauffolgenden Jahrhundert seine Entsprechung in der Kinderliteratur (Die Geschichte von dem kleinen Muck, der als Mohr bezeichnete Schwarze im Struwwelpeter oder Zehn kleine Negerlein) sowie in der sogenannten „Negerpuppe“ fand.
Wie in Europa und Nordamerika, legte man auch im Deutschen Kaiserreich Wert auf geschlechtsspezifisches Spielzeug: Puppen für Mädchen und Militärspielzeug für Jungen. Doch der deutsche Imperialismus weitete das Puppenspiel auf eine zunehmend politisierte Kolonialwelt aus, was sich ab den 1870er Jahren in der „beliebten Kategorie“ der schwarzen Puppen widerspiegelte, die oft „vermeintlich afrikanische Physiognomie auf essentialisierende und infantilisierende Weise“ darstellte.
Um 1900 wurde in Deutschland Spielzeug mit kolonialem Anstrich auf dem Markt eingeführt. Dazu gehörten exotische, immer lebensnäher hergestellte Spielzeugtiere (die auf die koloniale Großwildjagd verwiesen) als Repräsentanten des »fremden«, »abenteuerlichen«, »außergewöhnlichen« kolonialen Anderen; ähnlich sollten die schwarzen Puppen vor allem das Konzept der Rasse vermitteln.
Mitte der 1920er Jahre war es in großen deutschen Städten modisch, sich mit schwarzen Menschen, deren Kunst und Kultur zu umgeben, dunkelhäutige Spielzeugpuppen im Kinderzimmer einzuführen oder das Wohnzimmer in einem Stil zu möblieren, der als „afrikanisch“ gelten sollte (so genannte „Afrophilie“). Doch das Nazi-Regime reagierte mit diffamierenden Kampagnen auf diesen Trend.
Auch noch in den 1960er Jahren vermittelten das Kartenspiel Schwarzer Peter oder die sogenannten „Negerpüppchen“ den Kindern ein rassifiziertes Stereotyp von Afrikanern.
Der englische Begriff negro doll (dt. Negerpuppe) war früher der am häufigsten verwendete "Rassenkategoriebegriff" für schwarze Spielzeugpuppen. Er wurde beispielsweise in der sogenannten Clark study (auch als Doll test bekannt, dt. Puppentest) in den 1930er und 1940er Jahren verwendet, um die psychologischen Auswirkungen der Segregation auf afroamerikanische Kinder zu untersuchen, als schwarze Kinder zu "white, colored and Negro dolls" befragt wurden: Die Ergebnisse der Studie verblüfften, denn die Mehrheit der schwarzen Kinder bevorzugte weiße Puppen, weil sie sie für nicer („schöner“) und prettier („hübscher“) hielten, während sie die negro doll oft als bad („schlecht“) oder ugly („hässlich“) bezeichneten. Auf die Frage, welche Puppe wie das befragte Kind aussehe, reagierten die meisten Kinder verstört und manche rannten aus dem Raum.
Das Wörterbuch Duden Sinn- und sachverwandte Wörter und Wendungen führte noch 1980 den Begriff Negerpuppe.

## Geschichte
In Deutschland, das als Zentrum der Spielzeugindustrie galt, wurden schon vor dem 19. Jahrhundert auch schwarze Puppen in Massenproduktion hergestellt. Diese ersten industriellen Puppen bestanden aus Pappmaché und Textil, gefüllt mit Sägemehl, Stroh oder Stoff, andere frühe schwarze Puppen waren aus Zelluloid, Holz, Hartplastik oder Gummi. In den späten 1880ern stellten deutsche Unternehmen die ersten mit brauner Tinte gefärbten, typisierten schwarzen Puppen aus unglasiertem Biskuitporzellan her.

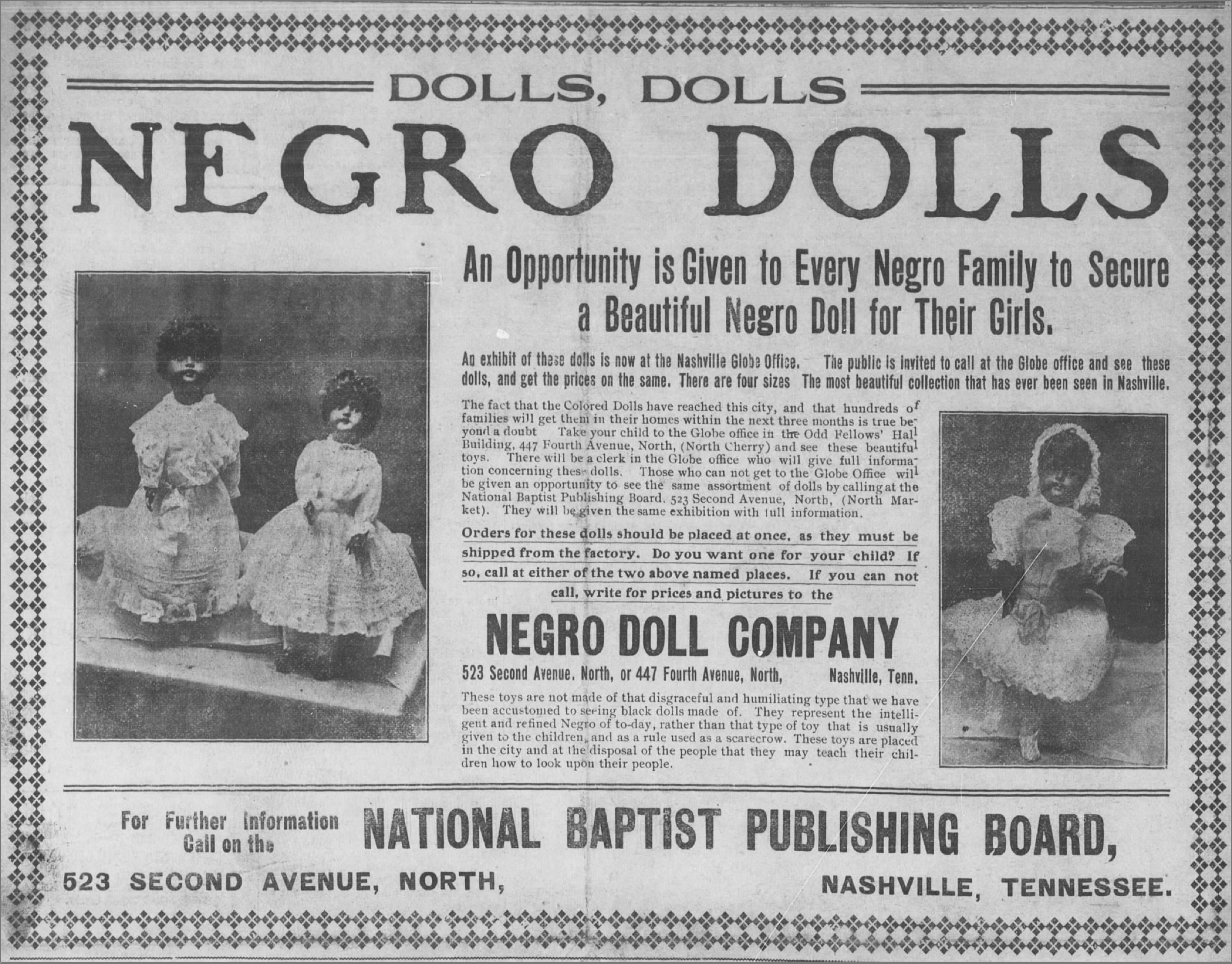
Werbung der Negro Doll Company im Nashville Globe, 28. August 1908

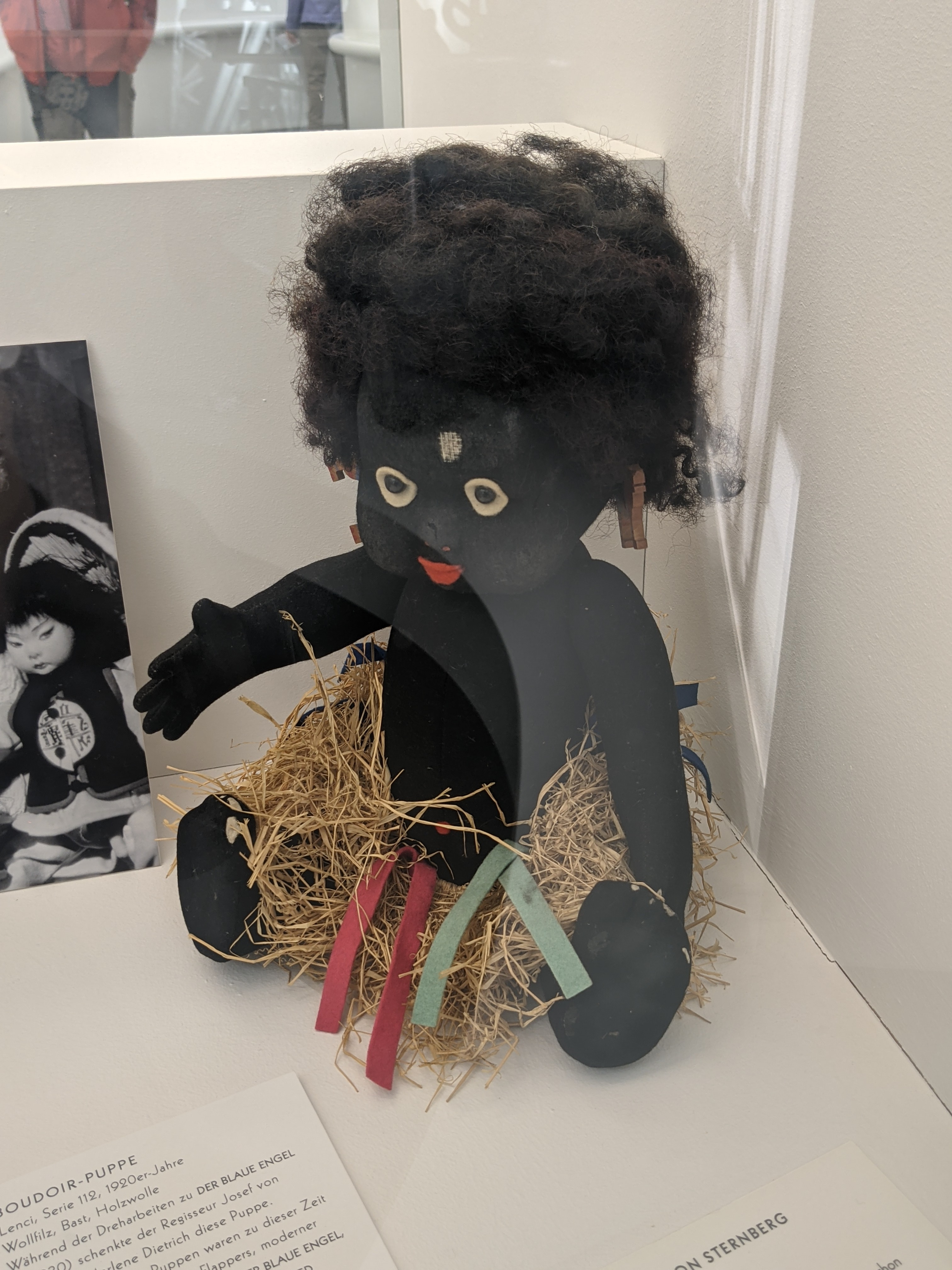
Boudoirpuppe von Marlene Dietrich (Filmmuseum Berlin)

In den USA spielten schwarze Kinder um 1860 mit weißen Puppen, denn die teuren schwarzen Puppen gab es nur für die Kinder aus reichen Familien, und sie verkörperten auch nicht das Idealbild der Afroamerikaner von sich selbst. Schwarze Baptisten verabschiedeten 1908 erstmals eine Resolution, in der Mitglieder der Denomination ermutigt wurden, ihren Kindern „nur braunhäutige (brown-skinned) Puppen“ zu geben. Den schwarzen Menschen in den USA war es ein großes Anliegen, ihren Kindern Selbstvertrauen zu vermitteln. In einer Anzeige vom 1. November 1912 schrieb H. A. Boyd: „When you see a Negro doll in the arms of a Negro girl, then you know that the child is being taught a lesson in race pride and race development which will not result in race suicide.“
Die ersten realitätsnahen schwarzen Puppen, die um die Jahrhundertwende schließlich auch auf den US-Markt kamen, wurden zumeist aus Europa importiert. Händler aus den USA bezogen diese hauptsächlich aus Deutschland, da amerikanische Puppenhersteller bis nach dem Ersten Weltkrieg nicht die technischen und ästhetischen Voraussetzungen der deutschen erreichten. Die 1908 gegründete National Negro Doll Company (NNDC) schickte Vertreter auf eine Werbetour durch die Vereinigten Staaten, während Firmenpräsident Richard H. Boyd selbst den Atlantik überquerte, um Geschäftsbeziehungen zu Puppenmachern in Deutschland aufzubauen, so dass die NNDC später ihr eigenes Produkt von ihrem Hauptsitz in Nashville aus herstellte. Boyd musste die deutschen Spielzeughersteller erst davon überzeugen, eine nicht stereotype schwarze Puppe herzustellen, da diese für solche Charakterpuppen keinen realen Markt in den USA sahen. Boyd legte Dutzende Photographien von Afroamerikanern bei den Unternehmen vor. Schließlich gelang es ihm, die Puppen herstellen zu lassen, und sie wurden bis zum Beginn des Ersten Weltkriegs in den Black Churches verkauft. Nach dem Ersten Weltkrieg nahm ein afroamerikanisches Unternehmen, dessen Leiter ein Anhänger von Marcus Garvey war, den Import der deutschen Biskuitporzellanpuppen wieder auf.

## Rezeption
Auch wenn die dunkelhäutigen Puppen der Rassenindoktrination dienten, ist nicht klar, ob das Spielen damit rassistische Vorurteile sowie eine kolonialistische Denkweise verstärkte oder untergrub. Die Vorliebe der Kinder für schwarze Puppen könnte eine Differenz zwischen den Ideologien der Erwachsenen und der tatsächlichen Verwendung des Spielzeugs durch Kinder darstellen, da die Erwartungen der Erwachsenen an das Spielzeug auf zeitgenössischen Diskursen über wissenschaftlichen Rassismus fußten, die keine direkten Ausdrucksformen der Affinität zu schwarzen Puppen zugelassen hätten. Bekannt ist hingegen, dass sie bei Kindern nicht-weißer Hautfarbe in Deutschland Teil der Diskriminierungserfahrung waren.
Aus der wilhelminischen Zeit sind die Erfahrungen zweier Kinder mit ihren schwarzen Puppen bezeugt: Herzog Friedrich Wilhelm von Mecklenburg (1871–1897) hatte als Knabe eine kleine „Negerpuppe“ aus Gummi, die er ‚Mulle‘ nannte und die er mit ins Badewasser nehmen konnte. In ihrer Autobiografie erinnerte sich die deutsch-amerikanische Psychoanalytikerin Karen Horney (1885–1952) an den Heiligabend im Jahr 1900 im Haus ihrer Familie in Blankenese bei Hamburg, dass sie einen „Negerjungen (Puppe)“ geschenkt bekam, den sie sich „sehnlichst gewünscht hatte“. Andererseits mögen die Erinnerungen deutscher Kinder an ihre „Negerpuppen“ als ihr Lieblingsspielzeug eine höchst bevormundende, wenn auch merkwürdige, rassistische Haltung gegenüber der Puppe widerspiegeln, die völlig im Einklang mit dem wissenschaftlichen Rassismus stand. Der Erwartung der Eltern, Hersteller und Vermarkter, die Puppen als Instrumente der Rassenindoktrination zu verwenden, wurde offenbar wegen der Bestimmung der Puppen durch die Kinder selbst erschwert.
Dunkelhäutige Puppen waren noch bis in die 1950er Jahre beliebt. Zwischenzeitlich waren sie jedoch vor allem unter dem Einfluss des Nationalsozialismus verfemt. Im November 1929 rief ein Beitrag in Ludendorffs Volkswarte in Deutschland zum Boykott der „Politik des Bubikopfes und der Negerpuppen“ auf. Die auf dem deutschen Markt eingeführten „Negerpuppen“ präsentierte man als Strategie eines „listreichen jüdischen Eroberungsfeldzuges“, der das deutsche Volk zu einer „Sklavenhorde in der Hand Judas“ machen wolle: „Das kleine Mädchen sieht in seiner Puppe sein Kind, dem es ganze Liebe schenkt. Durch das Spielen mit der Negerpuppe wird das Rassebewußtsein, das in jedem Deutschen Kinde schlummert, gewaltsam untergraben“, hieß es in dem mit M. L. gekennzeichneten Artikel, der wahrscheinlich von Mathilde Ludendorff stammt.
Auch in der DDR wurden viele dieser Puppen produziert, vielleicht „wegen des proletarischen Internationalismus“, wie Kerstin Decker mutmaßt. Unter anderem erinnerte sich Gregor Gysi 2009: „Für mich gab es zwei besondere Weihnachtsgeschenke, an die ich mich immer wieder gern erinnere. Zuerst eine schwarze Puppe, damals politisch unkorrekt ,Negerpuppe‘ genannt. Etwas später dann war eine elektrische Modelleisenbahn für mich das schönste Geschenk.“ Die Volksstimme schrieb 2016, dass die politische Korrektheit besonders in heutiger Zeit immer mal wieder ein Thema ist, aber damals hieß es ganz arglos und offiziell „Negerpuppe“.

## Umgang einiger Spielzeug-Museen mit Benennung und Exponaten
Ab den 1970er Jahren wurde der Begriff „Neger“ in der Bundesrepublik Deutschland zunehmend kritisch gesehen, ab den 1980ern in der DDR, und kam aufgrund seiner rassistischen Konnotation und seines diskriminierenden Charakters aus der Verwendung. Bis in die 1980er Jahre wurden, laut Puppen- und Spielzeugmuseum Baden bei Wien, dunkelhäutige Puppenmodelle als „Negerpuppen“ bezeichnet. Das Museum hat sich bewusst entschieden, seine Exemplare an dunkelhäutigen Puppen unter dem damaligen Originalnamen der Hersteller auszustellen. Nach Susanne Blumesberger macht das Beispiel des Puppen- und Spielzeugmuseums in Baden deutlich, dass Diskussionen rund um die Themen Rassismus, Diskriminierung und Eurozentrismus auch in kleineren Museen ihren Platz haben und einseitige Darstellungen anderer Kulturen hinterfragt werden sollten. „Dabei sollte die Berücksichtigung ethnischer Vielfalt nicht dazu führen, ‚andere‘ als ‚exotisch‘ auszugrenzen. Genau dies war ja über lange Zeit oft ein typisches Reaktionsmuster, um sich selbst in (s)einer vorgeblichen Normalität zu vergewissern und zu bestätigen.“ Nach Blumesberger Vorschlag „sollten die heute (zurecht) als diskriminierend zu bewertenden Bezeichnungen nicht einfach verschwinden, denn sie bilden die faktisch in der Vergangenheit praktizierte (diskriminierende) Realität ab und sollten als solche im Bewusstsein präsent bleiben.“ Doch sollten die ursprünglichen Benennungen keinesfalls unkommentiert bleiben, sondern ergänzt durch ausführliche und differenzierte Kommentare dazu führen, „dass die bisherigen Traditionen, Sichtweisen und Bezeichnungen sich als ‚befremdlich‘ entpuppen.“
In der Zeitschrift Stern wurde 2021 am Beispiel des Nürnberger Spielzeugmuseums kritisiert, dass dunkelhäutige Puppen oft nur eingefärbte weiße sind, also europäische Gesichtszüge tragen, was die Kinder irritiert. Die Leitung des Nürnberger Spielzeugmuseums ließ das gesamte Museum nach rassistischen Exponaten überprüfen; Mascha Eckert erläutert: „Diese sollten nicht einfach weggeräumt, aber auch nicht weiterhin unkommentiert gezeigt werden.“
Eine kleine Gruppe ausgestellter schwarzer Puppen im Museum Vestsjælland in Holbæk (Dänemark) sorgte 2017 für eine Kontroverse, als politisch Rechte irrtümlich glaubten, das Museum wolle diese Ausstellungsstücke wegen politischer Korrektheit nicht präsentieren. De facto stellte das Museum sie jedoch aus, um das Publikum zum Nachdenken anzuregen, ob die Puppen und das Wort „Negerdukke“ („Negerpuppe“), das früher oft für diese Puppen verwendet wurde, rassistisch sind.

## Hersteller (Auswahl)

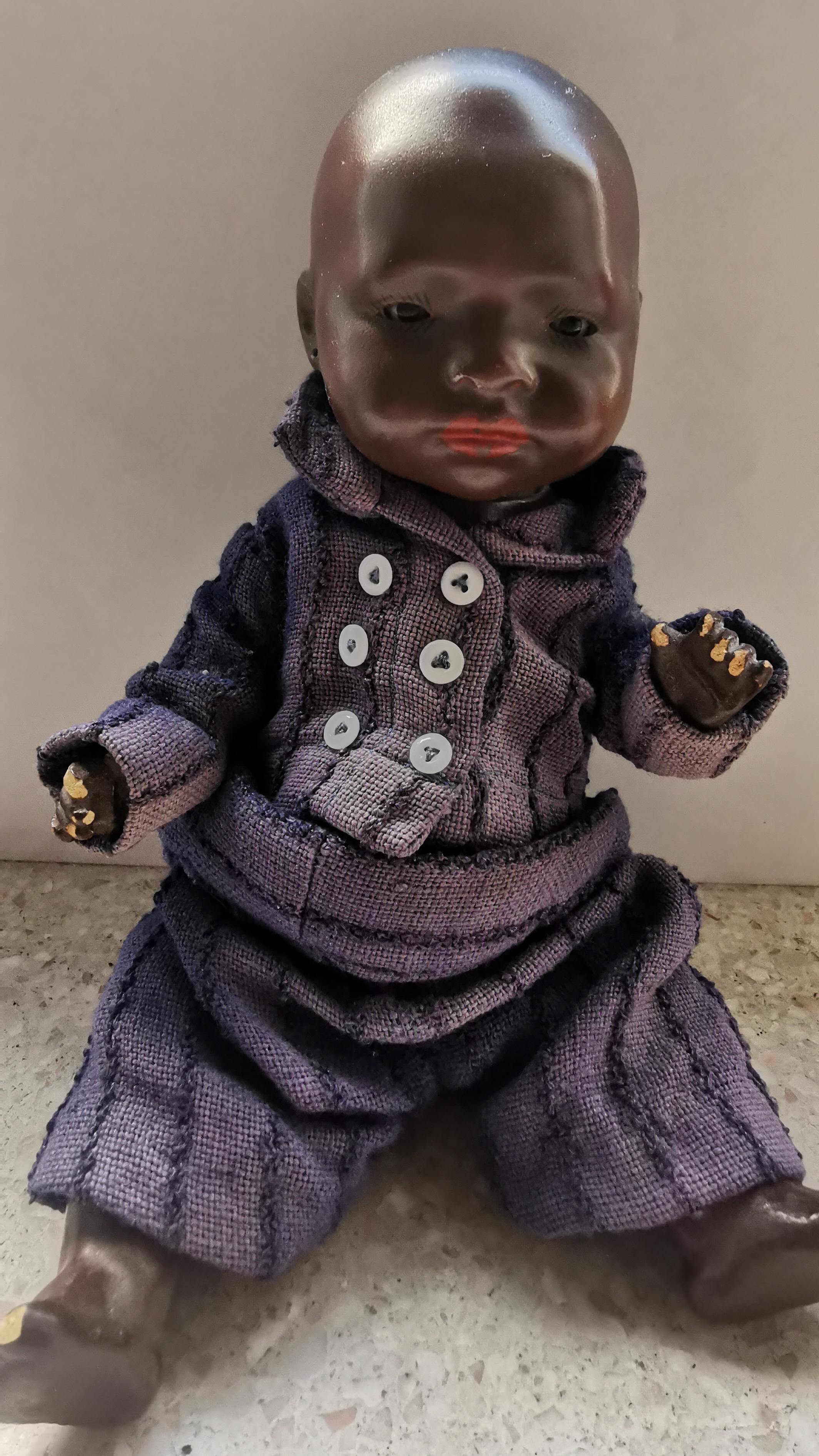
Puppe Nr. 399 der Fa. Heubach (um 1930), hier mit selbstgefertigter Kleidung der Besitzer (ca. 1935)

In den späten 1800er Jahren machte der Schwarze Leo Moss aus dem amerikanischen Bundesstaat Georgia schwarze Puppen mit Pappmaché-Köpfen.
Im Dritten Reich war die Porzellanfabrik Hertwig & Co. ein großer Exporteur von „Negerpuppen“ in die Vereinigten Staaten von Amerika.
Für den afrikanischen und europäischen Markt produzierte bis 1975 die deutsche Rheinische Gummi- und Celluloidfabrik (gegründet 1871, spätere Schildkröt) eine „Neger-Puppe“.
Zu den deutschen Herstellern gehörten außerdem die Porzellanmanufaktur Ernst Heubach und das Kombinat Spielwaren Sonneberg in Thüringen (im Jahr 1972 eine „Negerpuppe“ aus Plaste von 38 cm). Einige der häufigsten Modelle von Ernst Heubach waren die dunkelhäutigen Puppen mit den Nummern 399 und 463, einige Exemplare tragen bis heute die Originalanhänger mit der Aufschrift "South Sea Baby", die meist mit Ohr- oder auch Nasenringen sowie Baströckchen angezogen verkauft wurden.
In Frankreich stellte die Puppen-Manufaktur Bru Jne. & Cie ebenfalls schwarze Puppen mit Porzellanköpfen her.
Auch der italienische Hersteller Lenci zählte zu den Produzenten und führte in seinem Katalog einen Italian Black Cloth Character, der „in Deutschland als Negerpuppe“ verkauft wurde.
In der Schweiz wurden in den 1930er Jahren Variationen von den sogenannten „Brienzer Holzpuppen“ hergestellt; eine Spezialität des dort angestellten Schnitz-Künstlers Adolf Thomann waren seine „realistischen Negerpuppen“.
In den 1950ern wurden die schwarzen Puppen in auffällig großer Zahl hergestellt. Die Firma Schildkröt produzierte viele ihrer dunkelhäutigen Puppen oft mit einem goldenen Ohrring im Ohr. Die deutsche Warenhauskette Karstadt stellte in ihren Schaufenstern unter dem Motto „Eine Reise nach Afrika“ neben diesen Puppen die afrikanischen Wildtiere aus, wie Elefanten, Affen oder Löwen.

## Film und andere Künste

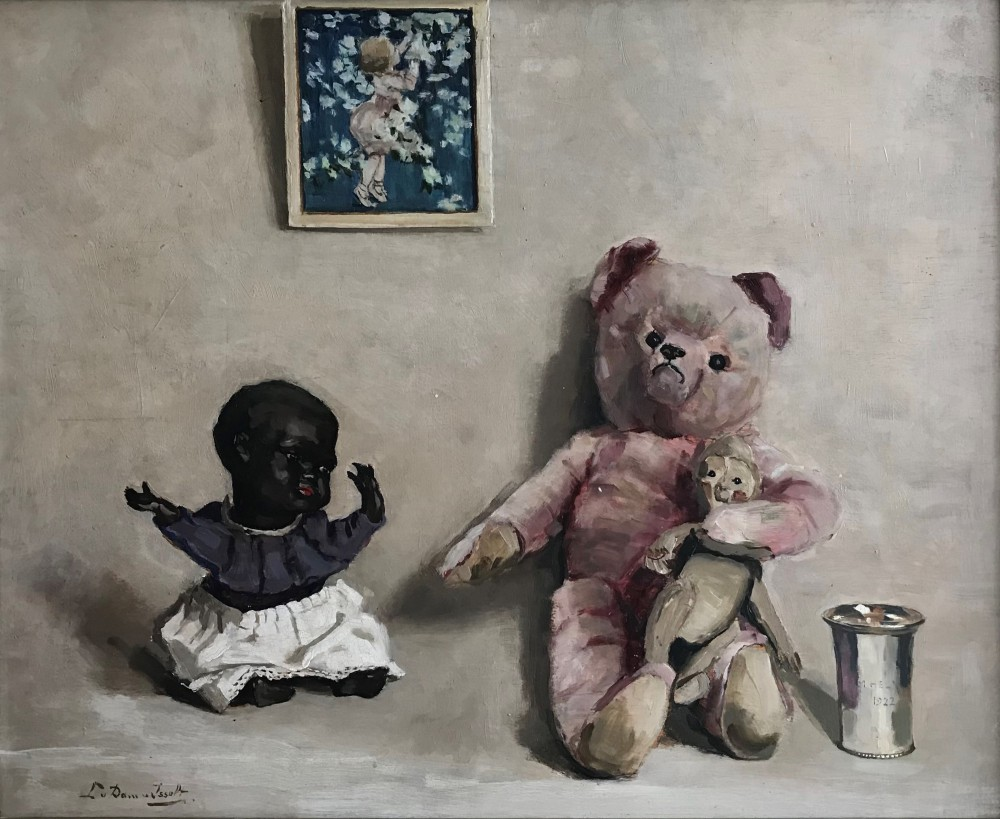
Dierbaarheden van de kinderen Gemälde von Lucie van Dam van Isselt (ca. 1935)

1929 ist im Film Ich küsse Ihre Hand, Madame ein „Afrikaner“(Deutsche Kinemathek) aus dem Besitz von Marlene Dietrich zu sehen, in Der blaue Engel (1930) findet der Gymnasialprofessor Rath nach der gemeinsam mit Lola im Bett verbrachten Nacht anstelle von Lola diese schwarze Puppe. Shanghai Express rückt eine ähnliche Puppe, die ebenfalls Marlene Dietrich gehörte, ins Bild.
1935 malte die niederländische Künstlerin Lucie van Dam van Isselt (1871–1949) ein Bild mit einer „Negerpop“, einem Teddybär, einer weißen Puppe, einer Malerei (nl. Schilderytje) und einem Becher (nl. Beker). Auf Deutsch bedeutet der Titel des Gemäldes Dierbaarheden van de kinderen Van Heek etwa Die Lieblinge der Kinder van Heek. Diese Arbeit wurde von den Eltern der fünf Van-Heek-Kinder in Auftrag gegeben, laut einer Anmerkung auf der Rückseite.
Halfdan Rasmussen forderte 1981 mit dem Schlaflied „Lille Negerdukke“ (Kleine Negerpuppe) zur Toleranz gegenüber Menschen anderer Hautfarbe auf.
Klar rassistisch konnotiert sind hingegen die Beschreibungen der schwarzen Puppe Lolo in der 1913 bis 1925 entstandenen Mädchenbuchreihe Nesthäkchen der Autorin Else Ury. So wird die Haut von Lolo als schmutzig beschrieben, ihre Haare werden mit Wolle verglichen und ihr Verhalten wird entsprechend rassistischer Stereotypen als von fehlender Impulskontrolle geprägt, egoistisch, faul, gefräßig und unsozial geschildert. Auch wird ihr fehlender Ordnungssinn unterstellt. Die Puppe dient in den Texten klar als Negativbeispiel für die Leserinnen der Serie.
In jüngerer Vergangenheit wird generell die Verwendung des Begriffs in der belletristischen Literatur kritisch gesehen und als Rassismus gewertet, so etwa 2012 nach einer Lesung von Sarah Kuttner aus ihrem Roman Wachstumsschmerzen.